# Aerenica canescens
Aerenica canescens là một loài bọ cánh cứng trong họ Cerambycidae.